# Mazda MX-30
Mazda MX-30 är en helelektrisk subcompact crossover SUV tillverkad av Mazda. Mazda MX-30 är baserad på Mazda3 och Mazda CX-30 och visades officiellt 2019 på Tokyo Motor Show. I maj 2020 inleddes serieproduktion av bilen och är med det MAzdas första serieproducerad elbil.

## Bakgrund
Bilen är konstruerad efter Mazdas egna koncept, Quad coupé, det vill säga 4-dörrars versionen är utrustad med så kallade Suicide doors, på svenska benämnt som självmordsdörrar, flickfångardörrar eller kidnappardörrar, men av Mazda kallat freestyle doors. MX-30 kommer börjas säljas i Japan från andra halvåret 2020 och kommer inledningsvis erbjuda en räckvidd på cirka 200 km.

## Galleri

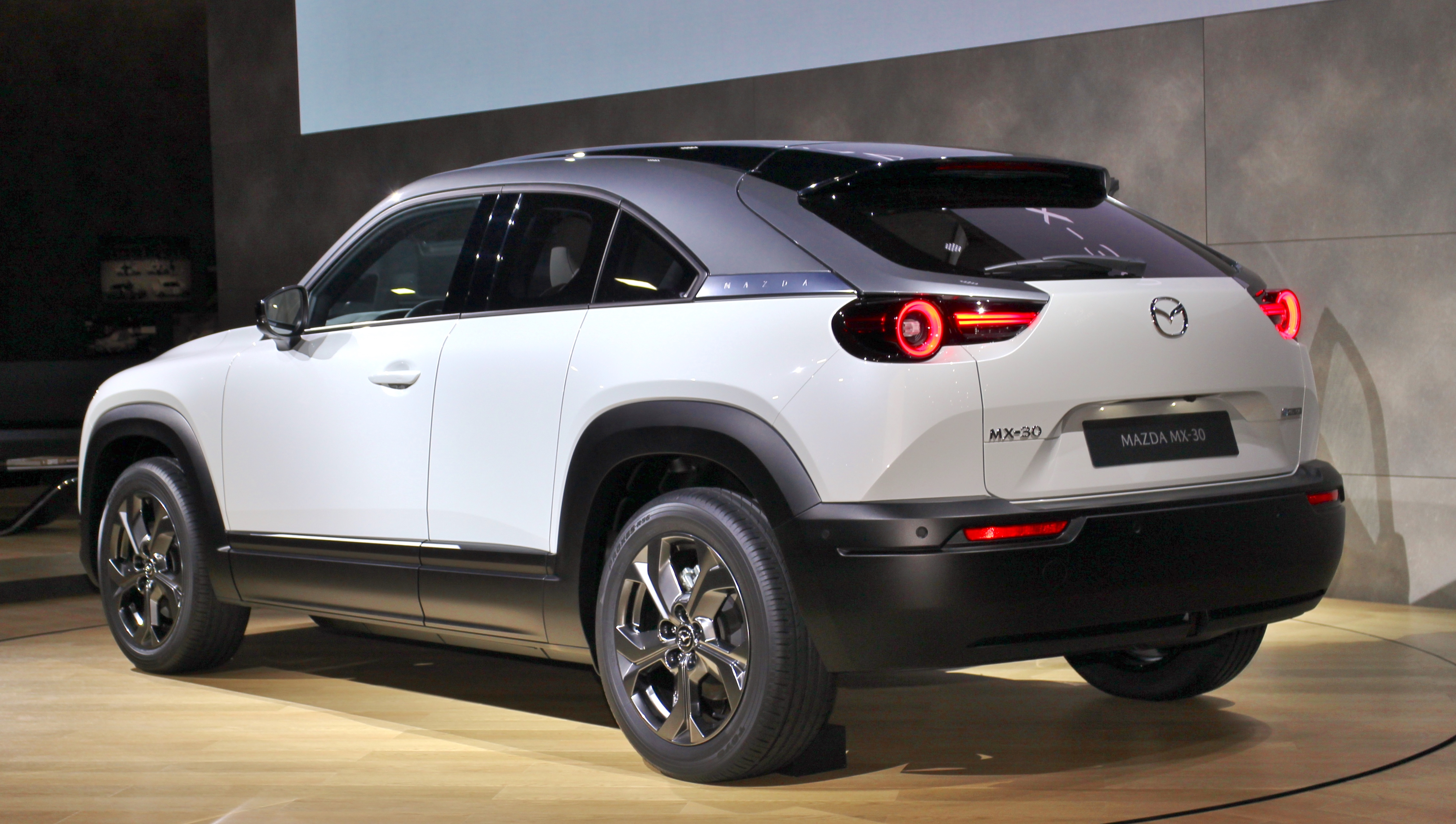
Mazda MX-30
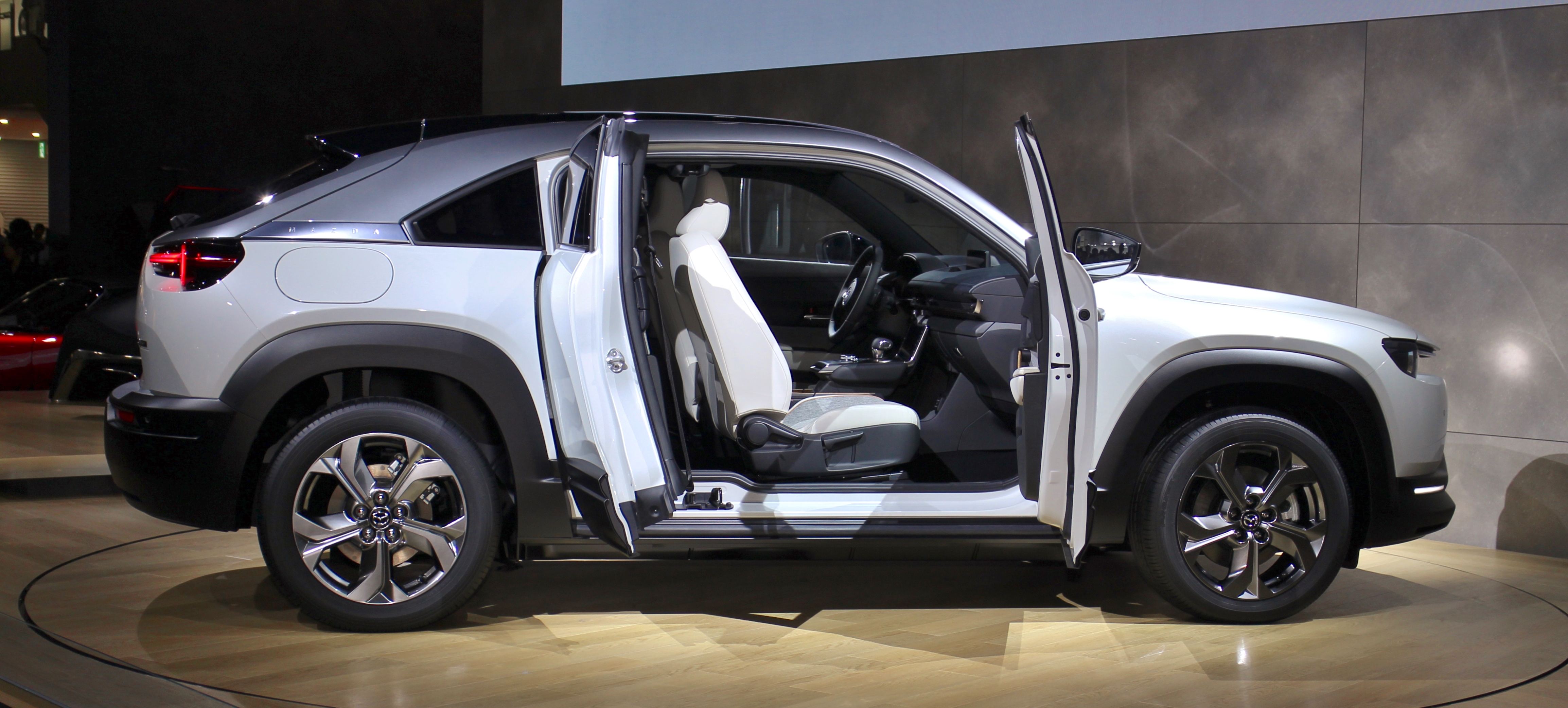
Mazdas freestyle doors
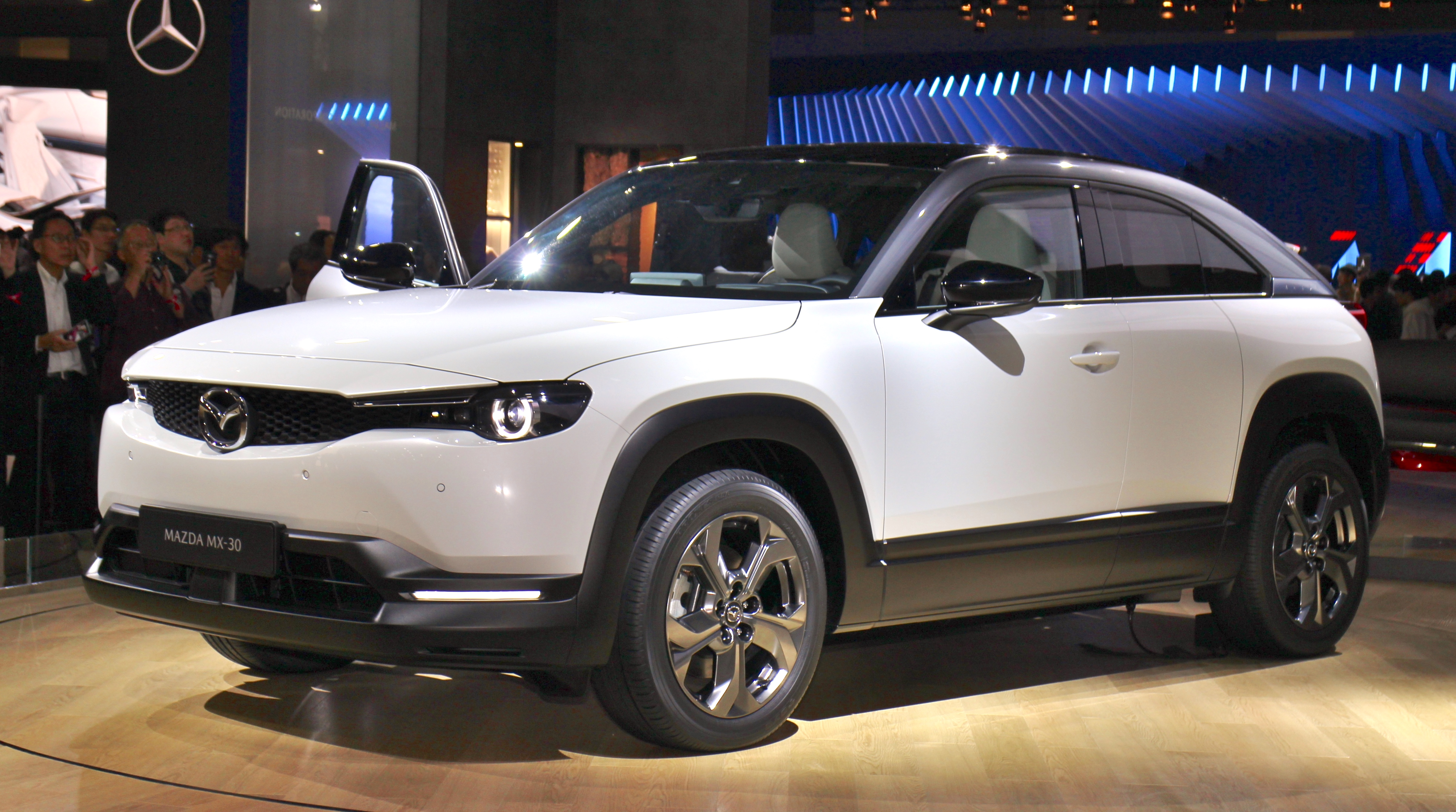
Mazda MX-30